# Ruslan Gasymov
Ruslan Gasymov (rusky Руслан Мирагаевич Гасымов, * 8. listopadu 1979) je bývalý ruský zápasník–sambista a judista azerského původu.

## Sportovní kariéra
S úpolovými sporty začínal pod vedením sambistického trenéra Alexandra Jerjomina v Petrohradu. V roce 2005 se jako sambistický mistr světa a Evropy poprvé výrazně prosadil v první ruské judistické reprezentaci v polotěžké váze. V roce 2008 se však na olympijské hry v Pekingu nekvalifikoval kvůli, na jeho poměry, nevýrazným výsledkům. Kvalifikační kvótu získal pro Rusko v olympijském roce Aslan Unašchotlov, kterého však při interní nominaci porazil a byl nominován do Pekingu. Na olympijských hrách v Pekingu nepřešel přes první kolo, když ho po dvou minutách boje hodil na ippon technikou seoi-nage Němec Benjamin Behrla. Po olympijských hrách v ruské reprezentaci ukončil činnost.
Ruslan Gasymov byl judista s nestandardním levým úchopem a s osobní technikou kata-guruma a kučiki-taoši.

## Výsledky

### Judo
| Turnaj             | 2005           | 2006           | 2007           | 2008           |
| Turnaj             | 26             | 27             | 28             | 29             |
| Turnaj             | polotěžká váha | polotěžká váha | polotěžká váha | polotěžká váha |
| ------------------ | -------------- | -------------- | -------------- | -------------- |
| Olympijské hry     |                |                |                | úč.            |
| Mistrovství světa  | —              |                | úč.            |                |
| Mistrovství Evropy | 3.             | 1.             | 2.             | —              |

## Ocenění
- Řád přátelství (Rusko) (14. října 2020) — za přínos k rozvoji tělesné kultury a sportu, za aktivní společenské působení[1].